# Vier Pfoten
Vier Pfoten ist eine globale Tierschutzorganisation mit Sitz in Wien, Österreich. Die Aufgabe der Organisation ist die schrittweise Verbesserung der Lebensbedingungen von Tieren unter direktem menschlichen Einfluss. Im Fokus stehen Streunerhunde und ‑katzen sowie Nutz-, Heim- und Wildtiere aus nicht artgemäßer Haltung sowie aus Katastrophen- und Konfliktzonen.

## Geschichte
Die Organisation wurde am 4. März 1988 von Helmut „Heli“ Dungler in Wien als eingetragener Verein gegründet. 1993 war Vier Pfoten die erste Organisation, die systematisch Direktdialog praktizierte. 1994 wurde durch die Gründung des deutschen Büros aus der österreichischen eine international tätige Organisation. Im Jahr 2000 wurde das Büro in der Schweiz eröffnet.
Im Jahr 2001 wurde Vier Pfoten als erste Tierschutzorganisation mit dem Österreichischen Spendengütesiegel ausgezeichnet.
Zwischen 2016 und 2020 unternahm Vier Pfoten „Rettungsaktionen“ für Zootiere in Krisengebieten, wie etwa in Gaza, Mossul, Aleppo und Khartum. Im April 2018 organisierte man den 1. Internationalen Tierschutzgipfel (International Animal Welfare Summit, kurz: IAWS) als Plattform für Fakten und Informationen, Meinungen, Ideen und Visionen zum Thema Tierschutz. Im Oktober 2018 wurde Helmut Dungler, Gründer und Stiftungspräsident von Vier Pfoten, vom Fundraising Verband Austria zum Fundraiser des Jahres gekürt. Von September 2019 bis Anfang 2020 leitete Eva Rosenberg das Österreich-Büro.
Am 5. Januar 2020 starb Gründer und Präsident Heli Dungler unerwartet. Ende Januar 2020 übernahm Josef Pfabigan die Leitung der Tierschutzorganisation. Am 4. September 2020 wurde Kaavan (der „einsamste Elefant der Welt“) im Marghazar Zoo in Pakistan von Amir Khalil und Frank Goeritz vom Leibniz-Institut für Zoo- und Wildtierforschung (IZW) tierärztlich untersucht und für eine Verlegung in ein Elefantenschutzgebiet freigegeben. Unterstützt wurde die Ende November 2020 durchgeführte Reise in das Cambodia Wildlife Sanctuary von Sängerin Chers NGO Free The Wild. sowie von Geschäftsmann und Tierschützer Eric Margolis.
Im Januar 2021 veröffentlichte Vier Pfoten die österreichische Ausgabe des Fleischatlas in Kooperation mit der Heinrich-Böll-Stiftung und der Umweltschutzorganisation Global 2000. Im Februar 2021 wurde gemeinsam mit dem Konsumentenschutz der AK Oberösterreich der Marktcheck Hühner- und Putenfleisch veröffentlicht, der die Bedingungen der Haltung von Masthühnern und Puten in Österreich aufzeigt und die gesetzlichen Bestimmungen sowie die gängigen Gütesiegel bewertet.
Im März 2022 wurden vier Tiger aus Argentinien gerettet, um ein neues Zuhause in Südafrika zu finden. Es war die erste Rettungsaktion der Organisation in Südamerika.

## Ziele
Als Ziel gibt Vier Pfoten an, die Öffentlichkeit zu informieren und langfristige, gesetzlich verankerte Verbesserungen für Nutztiere, Versuchstiere und Wildtiere erreichen zu wollen. Im Nutztierbereich setzt sich die Organisation für die artgemäße, am Wohlbefinden der Tiere ausgerichtete Haltung sowie gegen Preisdumpings auf Fleischprodukte ein. Sie fordert auch ein Verbot statt der Legitimierung der Pelztierhaltung durch EU-Standards, die „Rettung“ und das Verbot der privaten Haltung von Wildtieren sowie der Wildtierhaltung im Zirkus. Darüber hinaus hilft die Organisation Tieren nach Katastrophen und unterstützt Menschen vor Ort, deren Lebensunterhalt von den Tieren abhängt.

## Organisation
Vier Pfoten ist in Österreich in folgende Arbeitsbereiche unterteilt: Country Director, Spenderbetreuung und Fundraising, Finanzen und Verwaltung sowie Projekte, Kampagnen und Aufklärungsarbeit zu Wild-, Nutz- & Heimtieren und Tiernothilfe im Katastrophenfall. Darüber hinaus ist die Organisation eingeteilt in: Leitungsteam International, Vorstand International, Vorstand Österreich, Europa Büro und Beirat.
Die inhaltliche Arbeit von Vier Pfoten ist in Kompetenzbereiche aufgeteilt. Diese arbeiten länderübergreifend und sind fachlich für alle internationalen und nationalen Tätigkeiten der Vier Pfoten Organisation zuständig. In allen Ländern wurde der Verein inzwischen in eine Stiftung umgewandelt.

### Standorte
- Vier Pfoten Australien
- Vier Pfoten Belgien
- Vier Pfoten Bulgarien
- Vier Pfoten – Stiftung für Tierschutz, Hamburg[3] (Deutschland), Mitglied im Deutschen Naturschutzring
- Vier Pfoten Frankreich
- Vier Pfoten Großbritannien
- Vier Pfoten Kosovo
- Vier Pfoten Niederlande
- Vier Pfoten Schweiz[32]
- Vier Pfoten Südafrika
- Vier Pfoten Thailand
- Vier Pfoten Vereinigte Staaten
- Vier Pfoten Vietnam

## Kritik
In einer kritischen Stellungnahme zu Vier Pfoten im Mai 2008 schreibt Stefan Loipfinger, dass die Stiftung mit „unwürdigen Fotos von Bären“ aggressiv und in einem enormen Umfang um Spenden werbe. So seien 2006 alleine für diese Kampagne 1,36 Millionen Euro aufgewendet worden, was ungefähr 20 % des Spendenaufkommens dieses Jahres darstelle. Ebenso kritisierte Loipfinger, dass der Jahresbericht trotz der Eigenbezeichnung als „transparent“ durch Vier Pfoten „viel zu allgemein gehalten“ sei. Seitens Vier Pfoten werden Erträge und Mittelverwendung im Jahresbericht veröffentlicht, der einer Prüfung nach dem Handelsgesetzbuch durch externe Wirtschaftsprüfer unterzogen wird.
Die schweizerische Sektion von Vier Pfoten wurde in einem im März 2010 veröffentlichten Artikel der Weltwoche kritisiert. In dem Text des Redaktors Alex Reichmuth warfen ehemalige Mitarbeiter der Regional-Organisation Ineffizienz und Intransparenz vor. So würden fachlich wenig kompetente Mitarbeiter eingestellt. Weiters würden Spendengelder, ihrer Meinung nach, für ineffiziente Kampagnen verwendet, anstatt in nachhaltigen Tierschutz investiert zu werden. Ebenso würden andere Tierschutzorganisationen Vier Pfoten kritisch beurteilen. Bei der Organisation stehe «das Spektakel vor der Sache». Die Organisation wies diese Vorwürfe unter Androhung rechtlicher Schritte zurück. Die Parteien sollen sich außergerichtlich geeinigt haben.
In Deutschland untersuchte die Stiftung Warentest im November 2013 zahlreiche Organisationen aus den Bereichen Tier- und Naturschutz. Vier Pfoten Deutschland wurde dabei als unwirtschaftliche Organisation eingestuft. „Nicht einmal die Hälfte der Ausgaben floss laut Geschäftsbericht 2012 in Projekte und Kampagnen“ der Organisation. Dem widersprach Vier Pfoten Deutschland in einer Pressemitteilung und gab an, dass mehr als 65 % der Ausgaben für den Satzungszweck aufgewendet würden und damit das Kriterium der Wirtschaftlichkeit erfüllt sei.
Das von Vier Pfoten herausgegebene Label „Tierschutz-kontrolliert“ wird von PETA kritisiert: einerseits, da alle Siegel auf Direktprodukten aus Tieren wie Fleisch oder Fisch, die den Tod des Tieres zwingend erforderlich machen, abgelehnt werden. Andererseits, weil Missstände bei zumindest einem Zulieferer durch verdeckte Recherchen aufgedeckt wurden. Als weiterer Kritikpunkt des Labels kann gesehen werden, dass die zweite Stufe „Silber“ nach eigenen Angaben keine „optimale Anpassung an die natürlichen Bedürfnisse der Tiere“ bietet.

## Publikationen
- Fleischatlas 2021: Daten und Fakten über Tiere als Nahrungsmittel (Österreichische Ausgabe)[42]